# Тальтабулл, Кристофор
Кристофор (Христофор) Тальтабулл и Благер (исп. Cristòfor Taltabull; 28 июля 1888, Барселона — 1 мая 1964, там же) — испанский композитор, пианист, аранжировщик, музыкальный критик и музыкальный педагог.
Один из основных представителей музыкальной школы Каталонии XX века, который сыграл важную роль в восстановлении музыкальной жизни в Каталонии после гражданской войны в Испании.

## Биография
Родился в буржуазной семье. С детства изучал музыку (в основном, игру на фортепиано). Обучался у иезуитов.
В 1907 году опубликовал свою первую работу и переехал в Мюнхен, где изучал эстетику и теорию музыки у Франца Видермейера, позже — композицию в Лейпциге у Макса Регера, которому посвятил свою Сонатину для фортепиано (1910).
В 1911 году, после недолгого пребывания в Барселоне, поселился в Париже, работал пианистом и аранжировщиком, сочинял музыку. В Париже продолжил занятия музыкой с Андре Жедальжем, Шарлем Турнемиром и Шарлем Кекленом. Работал музыкальным редактором на киностудии «Gaumont». Встречался с Дебюсси, Равелем и Стравинским.
Во время Второй мировой войны из-за немецкого вторжения во Францию был вынужден покинуть Париж и вернуться в Барселону, где посвятил себя педагогической деятельности до своей смерти в 1964 году. Руководил хорами, работал музыкальным критиком.
Признанный педагог. Воспитал ряд известных музыкантов и композиторов, среди которых, Жузеп Соле, Ксавье Бенгрель, Джоан Гинджоан, Хосеп Мария Местрес Квадрени, Сальвадор Морено Мансано, Хосеп Казановас и Пуиг, Хосеп Льобет и Террикабрес и другие.

## Творчество
Композитор, в числе его сочинений «Семь слов Христа на кресте» (1943). Сохранилась лишь небольшая часть его произведения: фрагменты «Страсти» (Passió), фортепианные пьесы и симфонические сочинения для драмы (Pròleg simfònic), для фортепиано «Вариации на тему Макса Регера» (Variacions sobre un tema de Max Reger, 1908), «Вариации на тему Баха» (Variacions sobre un tema de Bach), «Сонатина» Sonatina, 1910) и «Прелюдии» (Preludi); две песни на французском языке и пять из цикла Cançons xineses , а также хоровые композиции